# Heretic (альбом Naked City)
Heretic — третий студийный альбом группы Джона Зорна Naked City, посвящённый Харри Смиту (англ. Harry Everett Smith), вышедший в 1992 году. Впоследствии был использован в качестве саундтрека к садомазохистскому порнофильму Jeux des Dames Cruelles.

## Об альбоме
Все треки альбома, за исключением Fire and Ice (Club Scene), представляют собой дуэты или трио: участники группы исполняют импровизации и шум в различных сочетаниях.
Альбом записан на Shelley Palmer Studios в Нью-Йорке в 1991 году. Переиздан в составе бокс-сета Naked City: The Complete Studio Recordings в 2005 году.

## Список композиций
1. Main Titles (Ай, Хорвиц, Бэрон) — 1:26
2. Sex Games (Фриселл, Фрит, Бэрон) — 2:21
3. The Brood (Зорн, Хорвиц, Бэрон) — 2:48
4. Sweat, Sperm + Blood (Ай, Зорн) — 2:03
5. Vliet (Фриселл, Фрит) — 0:49
6. Heretic 1 (Зорн, Фрит) — 2:32
7. Submission (Хорвиц, Фриселл, Бэрон) — 4:21
8. Heretic 2 (Зорн, Фрит, Бэрон) — 1:44
9. Catacombs (Хорвиц, Фриселл) — 2:46
10. Heretic 3 (Зорн, Фрит, Бэрон) — 2:41
11. My Master, My Slave (Хорвиц, Фрит) — 2:23
12. Saint Jude (Фриселл, Фрит, Бэрон) — 2:12
13. The Conqueror Worm (Зорн, Хорвиц) — 2:31
14. Dominatrix 5B (Хорвиц, Фриселл, Бэрон) — 2:16
15. Back Through the Looking Glass (Фриселл, Фрит) — 2:39
16. Here Come the 7,000 Frogs (Ай, Зорн) — 1:59
17. Slaughterhouse/Chase Sequence (Фриселл, Фрит, Бэрон) — 2:18
18. Castle Keep (Хорвиц, Фриселл) — 1:48
19. Mantra of Resurrected Shit (Ай, Зорн) — 1:41
20. Trypsicore (Хорвиц, Бэрон) — 1:46
21. Fire and Ice (Club Scene) (Naked City) — 2:37
22. Crosstalk (Хорвиц, Фриселл, Фрит) — 1:40
23. Copraphagist Rituals (Ай, Хорвиц, Бэрон) — 0:53
24. Labyrinth (Фриселл, Бэрон) — 5:47

## Участники записи
- Джон Зорн — альт-саксофон
- Билл Фриселл — гитара
- Фред Фрит — бас-гитара
- Джоуи Бэрон — барабаны
- Вэйн Хорвиц — клавишные
- Ямацука Ай — вокал